# Катастрофа Avro RJ85 під Медельїном
Катастрофа Avro RJ85 під Медельїном — катастрофа пасажирського літака Avro RJ85, що здійснював рейс з міста Санта-Крус-де-ла-Сьєрра (Болівія) до міста Медельїн (Колумбія). Літак зазнав катастрофи поблизу міста Ла-Уньйон на відстані близько 30 км від пункту призначення; причиною падіння став брак палива та відмова систем живлення. На борту літака перебувало 77 людей (68 пасажирів і 9 членів екіпажу), у тому числі футболісти клубу Шапекоенсе. Жертвами авіакатастрофи стала 71 особа, троє футболістів (Алан Рушел, Жаксон Фоллманн та Нето), двоє членів екіпажу та журналіст Рафаель Ензел вижили. Воротар команди Даніло, який спочатку пережив аварію і був доставлений в лікарню, звідки встиг зателефонувати своїй дружині, пізніше помер там.

## Відомі жертви

### Футболісти
- Канела, 22[4]
- Денер, 25[4]
- Марсело, 25[4]
- Матеус Бітеко, 21[4]
- Матеус Карамело, 22[4]
- Жіменес, 21[4]
- Лукас Гомес, 26[4]
- Евертон Кемпес, 34[4]
- Артур Мая, 24[4]
- Ананіас, 27[4]
- Даніло, 31[4]
- Феліпе Машаду, 32[4]
- Сержіо Маноел, 27[4]
- Жил, 29[4]
- Бруно Ранжел, 34[4]
- Клебер Сантана, 35[5]
- Жозімар, 30[4]
- Тієго, 30[4]
- Тіагіньйо, 22[4]

### Тренерський штаб
- Кайо Жуніор, головний тренер, 51[5][6]

### Медіа
- Маріо Серджіо Понтес де Пайва, коментатор Fox Sports, колишній футболіст, 66[7]
- Пауло Жуліо Клемент, 51[8]
- Вікторіно Шермонт, 43
- Дева Пасковіччі, 51[9]

### Гості
- Делфім Пейшото, колишній віцепрезидент БКФ, 75

## Цікаві факти
- Бразильський футбольний журналіст Рафаель Ензел, який вижив у катастрофі, пройшов курс лікування і повернувся до своєї роботи коментатора радіостанції міста Шапеко. 26 березня 2019 він вирішив зіграти у футбол з приятелем. Під час гри з ним трапився інфаркт і він помер у лікарні. Наступного дня він мав коментувати гру команди міста на кубок Бразилії. Глибоко зворушений цією траурною подією, клуб «Шапекоензе» звернувся до федерації футболу Бразилії з проханням перенести кубковий матч.